# Rohrbach (Hunsrück)
Rohrbach település Németországban, Rajna-vidék-Pfalz tartományban. Lakosainak száma 167 fő (2023. december 31.). Rohrbach Dickenschied, Oberkirn, Woppenroth, Schlierschied, Gehlweiler és Gemünden községekkel határos.

## Népesség
A település népességének változása:
| Lakosok száma | 169  | 180  | 176  | 173  | 171  | 167  |
|               | 1975 | 2017 | 2019 | 2021 | 2022 | 2023 |